# La Désabusion
Albums de Nino Ferrer
13e album
(1986) La Vie chez les automobiles
(1994)
La Désabusion est le quatorzième album studio de Nino Ferrer, sorti chez FNAC Music en 1993.
Peu après la sortie de la compilation L'Indispensable qui lui permet d'être redécouvert par une nouvelle génération, Nino Ferrer se lance dans la création d'un nouvel album qu'il enregistre avec peu de moyens dans un cadre familial auprès de proches tels que Mickey Finn et Diane Véret, qui ont collaboré à plusieurs reprises avec l'artiste sur ces précédents albums.
L'album bénéficie de bonnes critiques et se vend à plus de 50 000 exemplaires à sa sortie, résultat plutôt honorable pour un disque publié chez un label indépendant alors que les précédents albums du chanteur sortis chez des grands labels, furent des échecs commerciaux.

## Liste des titres
| No  | Titre                 | Durée |
| --- | --------------------- | ----- |
| 1.  | Notre chère Russie    | 4:31  |
| 2.  | La Désabusion         | 4:08  |
| 3.  | Le Bonheur            | 4:25  |
| 4.  | Blues en fin du monde | 4:15  |
| 5.  | Arriba Santana        | 4:25  |
| 6.  | La Danse de la pluie  | 5:34  |
| 7.  | Marcel et Roger       | 3:05  |
| 8.  | Trapèze volant        | 4:21  |
| 9.  | Piano Jazzy           | 5:12  |
| 10. | Ma vie pour rien      | 7:12  |
| 11. | L'Année Mozart        | 5:08  |